# Protonemura brachystyla
Protonemura brachystyla är en bäcksländeart som beskrevs av Zhiltzova 1988. Protonemura brachystyla ingår i släktet Protonemura och familjen kryssbäcksländor. Inga underarter finns listade i Catalogue of Life.